# Операция «Уайт»
Операция «Уайт» (англ. Operation White) — военная операция, проводившаяся силами военно-морского флота Великобритании с целью проведения конвоя на Мальту во время боёв в Средиземном море. Операция «Уайт» имела целью доставку на осажденную Мальту 14 боевых самолетов: 12 истребителей Hawker Hurricane и 2 пикирующих бомбардировщика Blackburn Skua.
Успешному проведению операции помешало то, что британцы узнали о выходе мощного итальянского соединения в море и дали команду на начало взлета авиации заблаговременно. Как результат, истребители и бомбардировщики стартовали с борта авианосца HMS «Аргус» гораздо раньше, в исходной точке, которая находилась на значительном расстоянии от островов. Кроме того, не способствовали успеху и плохие погодные условия во время проведения операции. Нехватка горючего вынудила восьмерку истребителей «Харрикейн» совершить вынужденную посадку на воду, также  один из бомбардировщиков «Скьюа» заблудился и был сбит над Сицилией. Летающие лодки «Сандерленд» и бомбардировщики-разведчики «Мартин Мериленд», что высылались в роли сопровождения, не встретили самолеты, и автономно вернулись на Мальту. Из-за этого только 5 из 14 самолетов, взлетевших с авианосца, достигли Мальты.
Операция «Уайт» проводилась в рамках так называемого комплекса мер Club Run, который проводился силами Королевского военно-морского флота Великобритании с целью обеспечения осажденного острова Мальта самолетами военной авиации, которые перелетали самостоятельно с борта авианосцев на остров.